# 11227 Ksenborisova
11227 Ksenborisova è un asteroide della fascia principale. Scoperto nel 1999, presenta un'orbita caratterizzata da un semiasse maggiore pari a 2,2698564 UA e da un'eccentricità di 0,0266774, inclinata di 3,61183° rispetto all'eclittica.